# ابن سعد الخير البلنسي
أبو الحسن علي بن إبراهيم بن محمد الأنصاري البلنسي يعرف عمومًا بـابن سعد الخير (1116 - أكتوبر 1175) (510 - ربيع الآخر 571) لغوي وأديب وشاعر عربي أندلسي من القرن الثاني عشر الميلادي/ السادس الهجري. ولد في بلنسية في عصر ملوك الطوائف ونشأ بها. درس على علماء عصره وبرز في علوم اللغة والأدبية. تصدّر للتدريس في بلنسية طول عمره. له مؤلفات وشروح وأشعار. توفي في إشبيلية.

## سيرته
هو أبو الحسن علي بن إبراهيم بن محمد بن عيسى بن سعد الخير الأنصاري البلنسي، قشتيلي الأصل. ولد ابن سعد الخير سنة 510 هـ/ 1116 م في بلنسية في طائفة بلنسية ونشأ بها في عصر ملوك الطوائف. تقلى العلم على عدد من علماءها، منهم : أبو الوليد محمد بن عبد الله بن خيرة، وأبو الوليد ابن الدباغ. تصدّر للتدريس في بلنسية طول عمره. 

كان ابن سعد الخير بارعًا في في علوم اللغوية والأدبية، وكاتبًا بليغًا وشاعرًا جيّد الوصف. له رسائل وكتب. جاء في الوافي بالوفيات«كان مع تقننه في العربية، وتقدّمه في الآداب، منسوباً إلى غفلة تغلب عليه، وله رسائل بديعة» وقال شمس الدين الذهبي أيضًا «وكان بارع الخط، كاتبًا بليغًا، شاعرًا مُجِيدًا، مولدًا. وكانت فِيهِ غَفْلة معروفة».

توفي أبن سعد الخير في ربيع الآخر 571/ أكتوبر 1175 في إشبيلية.

## شعره
له أشعار متفرقة. من شعره يصف سحابة يظهر البرق من خلالها:
وقال يصف طلوع البدر في ليلةٍ داكنة:
وقال يصف ناعورةً يدورُ دولابُها:

## مؤلفاته
- «الحلل في شرح الجمل»، للزجاجي
- «القُرط المُذَيِّل على الكلام»، للمبرد
- «جذوة البيان وفريدة العُقيان»
- «مختصر العقد» الفريد؟
- «مشاهير الموشحين بالأندلس»، ذكرهم على طريقة الفتح في المطمح

## وصلات خارجية
- في موقع "الديوان"
- في بوابة الشعراء